# Halowe Mistrzostwa Europy w Lekkoatletyce 2023 – pchnięcie kulą kobiet
Pchnięcie kulą kobiet – jedna z konkurencji technicznych rozgrywanych podczas halowych lekkoatletycznych mistrzostw Europy w hali Ataköy Arena w Stambule.
Tytuł mistrzowski z 2021 obroniła Auriol Dongmo.

## Terminarz
| Data    | Godzina |              |
| ------- | ------- | ------------ |
| 2 marca | 20:40   | Kwalifikacje |
| 3 marca | 20:53   | Finał        |

## Rekordy
Tabela prezentuje halowy rekord świata, rekord Europy w hali, rekord halowych mistrzostw Europy, a także najlepsze osiągnięcia w hali na świecie i w Europie w sezonie 2023 przed rozpoczęciem mistrzostw.
|                                               | Zawodniczka         | Wynik | Miejsce           | Data                |
| --------------------------------------------- | ------------------- | ----- | ----------------- | ------------------- |
| Rekord świata                                 | Helena Fibingerová  | 22,50 | Jablonec nad Nysą | 19 lutego 1977(dts) |
| Rekord Europy                                 | Helena Fibingerová  | 22,50 | Jablonec nad Nysą | 19 lutego 1977(dts) |
| Rekord mistrzostw Europy                      | Helena Fibingerová  | 21,46 | San Sebastián     | 13 marca 1977(dts)  |
| Najlepszy wynik na świecie w 2023 roku (hala) | Chase Ealey         | 20,03 | Nowy Jork         | 11 lutego 2023(dts) |
| Najlepszy wynik w Europie w 2023 roku (hala)  | Jorinde van Klinken | 19,51 | Albuquerque       | 11 lutego 2023(dts) |

## Wyniki

### Kwalifikacje
Awans: 18,50 m (Q) lub osiem najlepszych rezultatów (q).
| Poz. | Zawodniczka        | Reprezentacja | Próby | Próby | Próby | Wynik | Uwagi |
| Poz. | Zawodniczka        | Reprezentacja | 1     | 2     | 3     | Wynik | Uwagi |
| ---- | ------------------ | ------------- | ----- | ----- | ----- | ----- | ----- |
| 1.   | Jessica Schilder   | Holandia      | 19,18 |       |       | 19,18 | Q     |
| 2.   | Auriol Dongmo      | Portugalia    | 18,51 |       |       | 18,51 | Q     |
| 3.   | Fanny Roos         | Szwecja       | 18,35 | x     | x     | 18,35 | q     |
| 4.   | Sara Gambetta      | Niemcy        | 17,89 | 18,26 | 18,33 | 18,33 | q     |
| 5.   | Julia Ritter       | Niemcy        | 17,81 | 18,05 | 17,77 | 18,05 | q,    |
| 6.   | Anita Márton       | Węgry         | 16,99 | 17,99 | 17,50 | 17,99 | q     |
| 7.   | Jessica Inchude    | Portugalia    | 17,92 | x     | x     | 17,92 | q     |
| 8.   | Dimitriana Bezede  | Mołdawia      | 16,52 | 17,00 | 17,90 | 17,90 | q,    |
| 9.   | Sara Lennman       | Szwecja       | 17,82 | 17,62 | 17,79 | 17,82 |       |
| 10.  | Katharina Maisch   | Niemcy        | 17,44 | x     | x     | 17,44 |       |
| 11.  | Benthe König       | Holandia      | 16,77 | 16,80 | 17,23 | 17,23 |       |
| 12.  | Eliana Bandeira    | Portugalia    | x     | x     | 17,23 | 17,23 |       |
| 13.  | María Belén Toimil | Hiszpania     | 16,26 | 16,68 | x     | 16,68 |       |
| 14.  | Eveliina Rouvali   | Finlandia     | 15,64 | 16,24 | 16,26 | 16,26 |       |
| 15.  | Jolien Boumkwo     | Belgia        | 15,82 | 16,18 | 15,66 | 16,18 |       |
| 16.  | Sopo Szatiriszwili | Gruzja        | 14,69 | 14,55 | 15,08 | 15,08 | SB    |

### Finał
| Poz. | Zawodniczka       | Reprezentacja | Runda | Runda | Runda | Runda | Runda | Runda | Wynik | Uwagi |
| Poz. | Zawodniczka       | Reprezentacja | 1     | 2     | 3     | 4     | 5     | 6     | Wynik | Uwagi |
| ---- | ----------------- | ------------- | ----- | ----- | ----- | ----- | ----- | ----- | ----- | ----- |
| 01 ! | Auriol Dongmo     | Portugalia    | 19,63 | 18,68 | 19,76 | x     | 19,38 | 19,62 | 19,76 | EL    |
| 02 ! | Sara Gambetta     | Niemcy        | 18,26 | x     | 18,20 | 18,16 | 18,83 | 18,31 | 18,83 | SB    |
| 03 ! | Fanny Roos        | Szwecja       | 17,50 | x     | 17,71 | 17,71 | x     | 18,42 | 18,42 |       |
| 4.   | Jessica Inchude   | Portugalia    | x     | 18,12 | 18,06 | 18,33 | x     | 18,29 | 18,33 |       |
| 5.   | Jessica Schilder  | Holandia      | 18,10 | 18,29 | x     | 18,21 | x     | x     | 18,29 |       |
| 6.   | Anita Márton      | Węgry         | 16,64 | 17,82 | 18,28 | 17,68 | 17,88 | x     | 18,28 | SB    |
| 7.   | Dimitriana Bezede | Mołdawia      | 17,98 | x     | x     | x     | x     | x     | 17,98 | SB    |
| 8.   | Julia Ritter      | Niemcy        | 17,41 | 17,89 | x     | x     | x     | x     | 17,89 |       |